# Frederick Alfred Pile
General Sir Frederick Alfred Pile, 2nd Baronet GCB, DSO, MC (14 de setembro de 1884 Dublin, Irlanda — 14 de novembro de 1976 (92 anos) Londres, Inglaterra), foi um oficial sênior do exército britânico que serviu nas duas guerras mundiais. Na Segunda Guerra Mundial foi General Officer Comandante do Comando Antiaéreo, um dos elementos que protegiam a Grã-Bretanha de ataques aéreos.

## Vida pregressa
Pile nasceu em Dublin como o segundo filho de Sir Thomas Devereux Pile, 1º Baronete e sua esposa, Caroline Maude Nicholson, Sir Thomas serviu como Lord Mayor de Dublin de 1900 a 1901.
Pile tinha uma irmã mais velha e dois irmãos mais novos. Seu irmão mais novo, Cyril John Pile, serviu no Royal Flying Corps durante a Primeira Guerra Mundial e foi morto em ação em 1917.
Pile foi comissionado na Artilharia Real em 1904. Ele serviu inicialmente na Índia.

## Carreira militar
Pile serviu na Primeira Guerra Mundial e esteve envolvido na retirada de Mons e foi capitão do Estado-Maior da 1ª Divisão antes de se tornar Major de Brigada da 40ª Divisão em 1916. Nos estágios finais da guerra, ele se tornou oficial do Estado-Maior do 22º Corpo na França. Casou-se em 1915, mencionado em despachos, e condecorado com a Cruz Militar e a Ordem de Serviço Distinto durante a guerra.
Após a guerra, ele foi nomeado major de brigada no distrito de Brighton e Shoreham. Ele frequentou o Staff College, Camberley de 1922 a 1923 e foi transferido para o Royal Tank Corps (mais tarde Royal Tank Regiment) em 1923. Em 1928 tornou-se Comandante da 1ª Força Mecanizada Experimental e Diretor Adjunto de Mecanização do Ministério da Guerra. Ele foi para o Egito em 1932 como Comandante da Força Mecanizada da Brigada do Canal.
Em 1937, tornou-se Oficial General Comandante da 1ª Divisão Antiaérea. Mesmo antes do início da guerra, ele previu as prováveis pressões sobre o pessoal e investigou se as mulheres seriam capazes de participar de baterias antiaéreas. Ele convidou Caroline Haslett da Women's Engineering Society para passar vários fins de semana observando o trabalho de uma bateria em Surrey e ela o avisou que as mulheres certamente seriam capazes de fazer o trabalho, como provou ser o caso durante a guerra. Em 1939, no início da Segunda Guerra Mundial, foi nomeado Comandante-Chefe do Comando Antiaéreo, cargo que ocupou durante a guerra. Ele foi o único general britânico a manter o mesmo comando durante toda a guerra. Depois de Dunquerque, ele emitiu uma Ordem Geral dizendo a seus homens que eles eram as únicas tropas britânicas que ainda atiravam no inimigo. Ele contaria a história após a guerra, em seu despacho oficial e em seu livro Ack-Ack: A defesa da Grã-Bretanha contra o ataque aéreo durante a Segunda Guerra Mundial. Seu plano para "Engagement of Long Range Rockets with AA Gunfire" (tiro em um espaço aéreo previsto por radar para interceptar o foguete V-2) estava pronto em 21 de março de 1945, mas o plano não foi usado devido ao perigo de projéteis caindo na Grande Londres.
Tim Pile foi considerado CIGS para substituir John Dill em outubro de 1941 por insistência de Beaverbrook (Pile passava os fins de semana com Beaverbrook). Alan Brooke, que substituiu Dill, disse que “Tim” Pile tinha certas qualidades valiosas, mas ele não conseguia pensar em uma seleção pior como CIGS.
Pile foi nomeado Cavaleiro da Grande Cruz da Ordem do Banho (GCB) nas honras do Ano Novo de 1945. Depois da Guerra tornou-se Director-Geral da Habitação do Ministério das Obras.
Ele também foi Coronel Comandante da Artilharia Real de 1945 a 1952.

## Vida pessoal
Em 1915, Pile casou-se com Vera Millicent Lloyd, com quem teve dois filhos, Frederick Devereux Pile (1915–2010) e John Devereux Pile (1918–1982). Em 1932 ele se casou com Hester Mary Melba Phillimore. Em 1951, casou-se com Molly Eveline Louise Mary Home.
O filho mais velho de Pile, Frederick Pile, serviu como major no Royal Tank Regiment. Ele ganhou a Cruz Militar durante o avanço do exército britânico na Alemanha em 1945. Mais tarde, ele foi promovido a coronel e sucedeu ao baronete com a morte de seu pai em 1976.

## Comemoração
Em 1948, uma locomotiva da Southern Railway SR Battle of Britain Class recebeu o nome de Pile na estação de Waterloo em Londres. Depois de residir no ferro-velho Woodham Brothers em Barry, South Wales, ele foi inicialmente preservado na Avon Valley Railway por muitos anos e, em seguida, mudou-se para a Watercress Line em 2011. A Hornby Railways lançou um modelo desta locomotiva.